# Chwała Poranna (meteorologia)

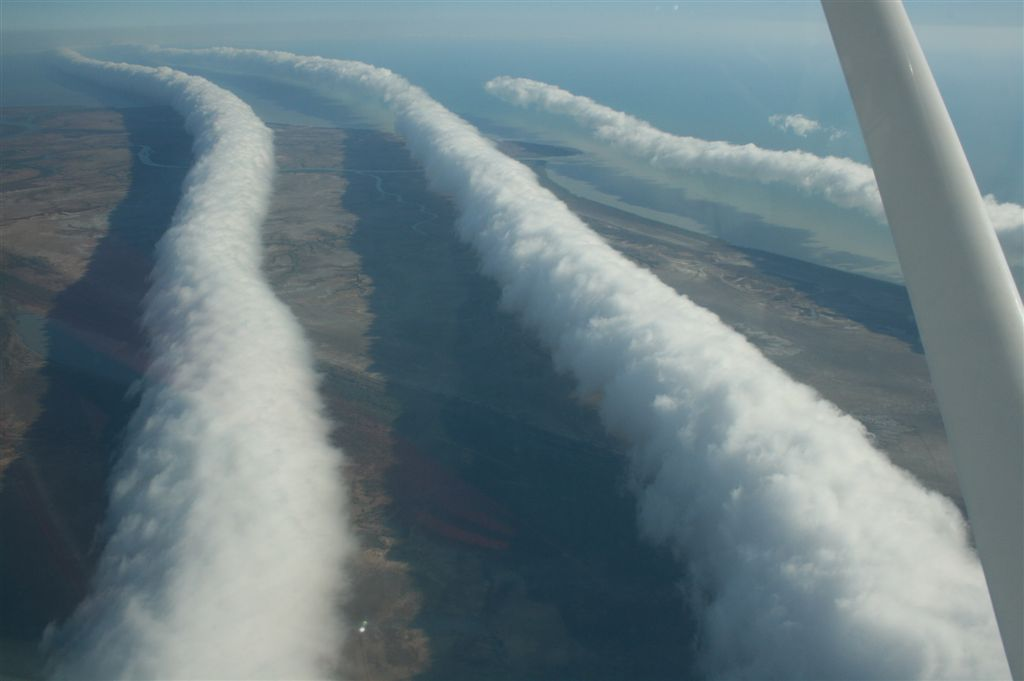
Formacja Chwały Porannej między Burketown a Normanton, Australia.

Chwała Poranna (ang. Morning Glory) – rzadki fenomen meteorologiczny. Powstaje wtedy, gdy chmura tworzy charakterystyczny wał, poruszając się z prędkością około 50–60 km/h, od morza w kierunku lądu. Jego długość może osiągać nawet 1000 km. Najczęściej powstaje on w Australii (zwłaszcza w okolicach Zatoki Karpentaria i półwyspu Jork) od późnego sierpnia do wczesnego listopada.